# Флаг Суоярвского района
Флаг муниципального образования Суоярвский район Республики Карелия — это опознавательно-правовой знак, служащий официальным символом муниципального образования. Флаг утверждён Решением Совета депутатов муниципального образования «Суоярвский район» №440 от 28 сентября 2017 года и внесён в Государственный геральдический регистр Российской Федерации с присвоением регистрационного номера 11622.

## Описание флага
Согласно Положению о Флаге муниципального образования «Суоярвский район» он выглядит следующим образом:
Флаг представляет собой прямоугольное полотнище с отношением ширины флага к длине- 2:3, воспроизводящее композицию герба Суоярвского муниципального района в зеленом, белом, и желтом цветах.

## Символика
Символы флага имеют такую же историческую основу и значения, что и символы герба муниципального образования «Суоярвский район».

### Историческая основа
На территории Суоярвского района находится более 1000 озер и небольших лесных ламбушек. Наиболее крупные озера Суоярви, Салонъярви, Гимольское. 489 рек и озер, в т. ч. крупные Шуя, Суна, Ирста, Тарасъеки (на гербе- лазурь).

### Описание символов
Две серебряные и соприкасающиеся головами направленные головами вниз рыбы, изогнутые наподобие лирной деки, поверх сближения коих вверх — просеченный посередине ромбообразно в цвет поля золотой вырубной крест, от нижнего конца которого вниз до рыбьих голов отходят пять серебряных нитей — духовная культура богатого озерами лесного карельского края, напоминание о местных рунопевцах, о пребывании в XIX веке на территории современного Суоярвского района многих собирателей фольклора, в том числе Элиаса Лёнрота, создатель знаменитого эпоса «Калевала».
- Золото — цвет солнца.
- Серебро — символ чистоты, искренности, добродетели.
- Зелень (зелёный) и серебряная ельчатая глава — лесные просторы. Олицетворяет цвет возрождения природы каждую весну.

Корона установленного образца — статусный элемент, символизирующий ранг муниципального образования как муниципального района.

## Использование флага
Согласно пунктам 4.6–4.9 Положения о флаге Суоярвского муниципального района, предусмотрены следующие случаи использования флага Суоярвского муниципального района:
При использовании флага в знак траура флаг приспускается до половины высоты флагштока (мачты). При невозможности приспустить флаг, а также, если флаг установлен в помещении, к верхней части древка выше полотнища флаг крепится чёрная сложенная пополам и прикрепленная за место сложения лента, общая длина которой равна длине полотнища флаг, а ширина составляет не менее 1/10 от ширины полотнища флага.
При одновременном подъеме (размещении) флага и Государственного флага Российской Федерации, флаг располагается справа от Государственного флага Российской Федерации (с точки зрения стоящего лицом к флагам). При одновременном подъеме (размещении) флага и флага Республики Карелия, флаг располагается справа от флага Республики Карелия (с точки зрения стоящего лицом к флагам). При одновременном подъеме (размещении) флага, Государственного флага Российской Федерации и флага Республики Карелия, Государственный флаг Российской Федерации располагается в центре, а флаг – справа от центра (с точки зрения стоящего лицом к флагам). При одновременном подъёме (размещении) чётного числа флагов (но более двух), Государственный флаг Российской Федерации располагается слева от центра (если стоять к флагам лицом). Справа от Государственного флага Российской Федерации располагается флаг Республики Карелия, слева от Государственного флага Российской Федерации располагается флаг, справа от флага Республики Карелия располагается флаг иного муниципального образования, общественного объединения, либо предприятия, учреждения или организации.
Размер полотнища флаг не может превышать размеры полотнищ, поднятых (установленных) рядом с ним Государственного флага Российской Федерации (или иного государственного флага), флага Республики Карелия (или флага иного субъекта Российской Федерации). Флаг не может располагаться выше поднятых (установленных) рядом с ним Государственного флага Российской Федерации (или иного государственного флага), флага Республики Карелия (или флага иного субъекта Российской Федерации).
Флаг или его изображение могут быть использованы в качестве элемента или геральдической основы:
- флагов, вымпелов и иных подобных символов органов, организаций, учреждений и предприятий, находящихся в муниципальной собственности, муниципальном управлении или муниципальном подчинении, а также органов, организаций, учреждений и предприятий, учредителем (ведущим соучредителе) которых муниципального образования «Суоярвский район»;
- наград муниципального образования «Суоярвский район»;
- должностных и отличительных знаках главы муниципального образования «Суоярвский район», депутатов представительного органа местного самоуправления, выборных и назначаемых должностных лиц, сотрудников местного самоуправления и его подразделений.

## Авторы герба
Флаг был разработан и создан авторским коллективом в следующем составе:
- Константин Михайлович Башкиров
- Виктория Валерьевна Карпунина
- Светлана Юрьевна Штейнбах